# Soneto 28
| «» Soneto 28 |
| --- |
| How can I then return in happy plight, That am debarred the benefit of rest? When day's oppression is not eas'd by night, But day by night and night by day oppress'd, And each, though enemies to either's reign, Do in consent shake hands to torture me, The one by toil, the other to complain How far I toil, still farther off from thee. I tell the day, to please him thou art bright, And dost him grace when clouds do blot the heaven: So flatter I the swart-complexion'd night, When sparkling stars twire not thou gild'st the even. But day doth daily draw my sorrows longer, And night doth nightly make grief's length seem stronger. |
| –William Shakespeare |

Soneto 28 foi escrito por William Shakespeare e faz parte dos seus 154 sonetos. O Soneto 28 continua às súplicas do Soneto 27 e a oposição entre o dia e a noite dominam o poema. Ele faz parte dos sonetos endereçados a um jovem do sexo masculino.

## Traduções
Na tradução de Thereza Christina Rocque da Motta,
Como posso, então, retomar o feliz sofrimento
Ao ser impedido da bênção do descanso,
Quando a opressão do dia não cessa à noite,
Mas se oprime, dia e noite, noite e dia,
E ambos (embora inimigos por natureza)
Consintam em cumprimentar-se para me torturar,
Um por obrigação, o outro, por queixume
De que eu trabalhe ainda mais distante de ti?
Digo ao dia, para agradá-lo, que és luz,
E dou-lhe graças quando as nuvens cobrem o céu;
Assim louvo a escura tez noturna,
Quando as estrelas não brilham e tu refulges sozinha.
Mas o dia prolonga meus pesares,
E a noite faz a tristeza parecer ainda maior.